# Claosaurus agilis
Claosaurus agilis (gr. "lagarto roto ágil") es la única especie conocida del género extinto Claosaurus de dinosaurio ornitópodo hadrosauroide, que vivió a finales del período Cretácico, hace aproximadamente 80 millones de años, en el Campaniense, en lo que hoy es Norteamérica.

## Descripción
Claosaurus fue un herbívoro bípedo que presentaba un cuerpo delgado, con patas traseras largas y extremidades delanteras pequeñas. Media cerca de 3,5 metros de largo y pesaba cerca de 475 kilogramos, tenía un cuerpo delgado y pies angostos, con las piernas largas, las brazos pequeños, y una cola larga y tiesa. Se cree que se movilizaba en dos patas y solo se apoyaba sobre sus cuatro miembros para alimentarse.

## Descubrimiento e investigación
Fue descubierto en el río Smoky Hill, Kansas, EE. UU., en 1872 y nombrado como Hadrosaurus agilis. Se conoce por fragmentos parciales del cráneo y un esqueleto postcranial articulado. Originalmente fue nombrado como H. agilis, pero fue colocado en un nuevo género y se retituló como Claosaurus agilis en 1890 en que salieron a la luz las diferencias principales entre este espécimen y Hadrosaurus.
En 1892, Marsh nombró una segunda especie, C. annectens.  Esta especie fue posteriormente colocada en Anatosaurus y luego en Edmontosaurus, donde se encuentra actualmente.

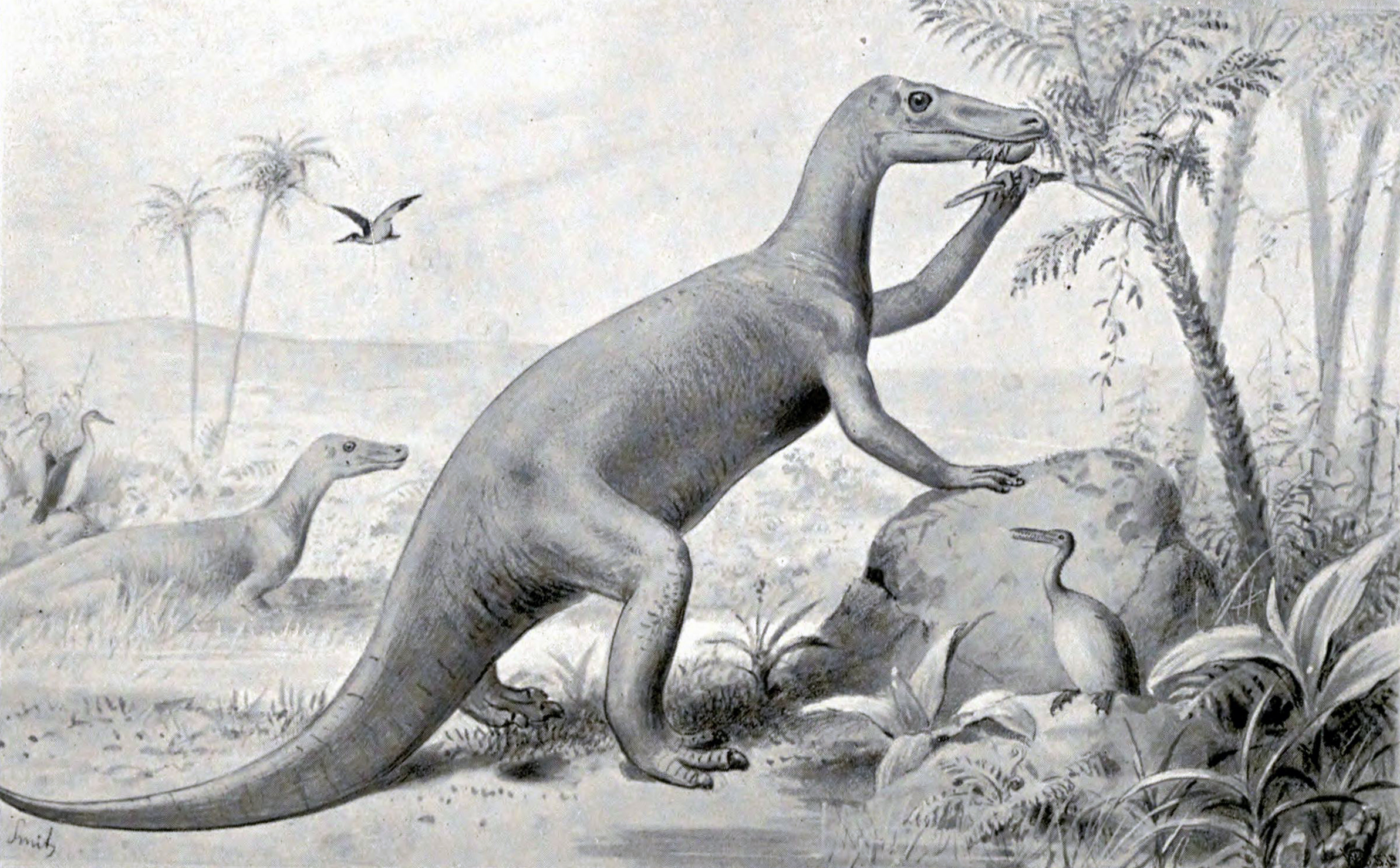
Una de las primeras restauraciones de Claosaurus agilis.

G. R. Wieland nombró una tercera especie C. affinis en 1903, en comparación con C. annectens. C. affinis se basó en restos encontrados en Pizarra de Pierre de Dakota del Sur, en asociación con los restos de la tortuga gigante Archelon. En algún momento después de su descripción, los restos fragmentarios fueron mezclados con los restos originales de C. agilis, y un hueso del dedo del pie de C. agilis accidentalmente y probablemente la única parte del holotipo de los restos que fueron localizados. Esto fue corregido por Joseph Gregory en 1948, quién encontró tres huesos del dedo del pie del pie derecho de un hadrosáurido grande en las colecciones de Yale que tenían preservación comparable a los restos de la tortuga de la Pizarra de Pierre y fueron asociadas a las etiquetas de Wieland. Gregory encontró que los huesos del dedo del pie son muy similares en tamaño a los huesos correspondientes de C. annectens de Marsh, pero no reasignó la especie debido a que es más antigua. "C. affinis" fue considerado un hadrosáurido dudoso en la revisión de 2004 hecha por Jack Horner y colegas. Reportaron como perdido al  material tipo, aunque también informaron estos restos, solamente incluyendo un solo hueso del dedo del pie, en vez de los tres huesos del dedo del pie de Gregory. Esta especie no se acepta como representante de Claosaurus en las revisiones del género, pero no se le ha dado su propio género y es poco probable que lo reciba. Informes de gastrolitos , o piedras del estómago, en Claosaurus en realidad se basan en una probable doble identificación errónea. Primero, el espécimen es en realidad de Edmontosaurus annectens. Barnum Brown, que descubrió el espécimen en 1900, se refirió a este como Claosaurus, porque se creía que E. annectens era una especie de Claosaurus en ese momento. Además, es más probable que los supuestos gastrolitos representen grava lavada durante el entierro.

## Clasificación
Tradicionalmente clasificado como un miembro basal de la familia Hadrosauridae, un análisis de 2008 halló que Claosaurus agilis estaba fuera del clado que contenía Hadrosaurus y otros hadrosáuridos, por lo que es el pariente no hadrosáurido más cercano a los hadrosáuridos verdaderos dentro del clado Hadrosauria.

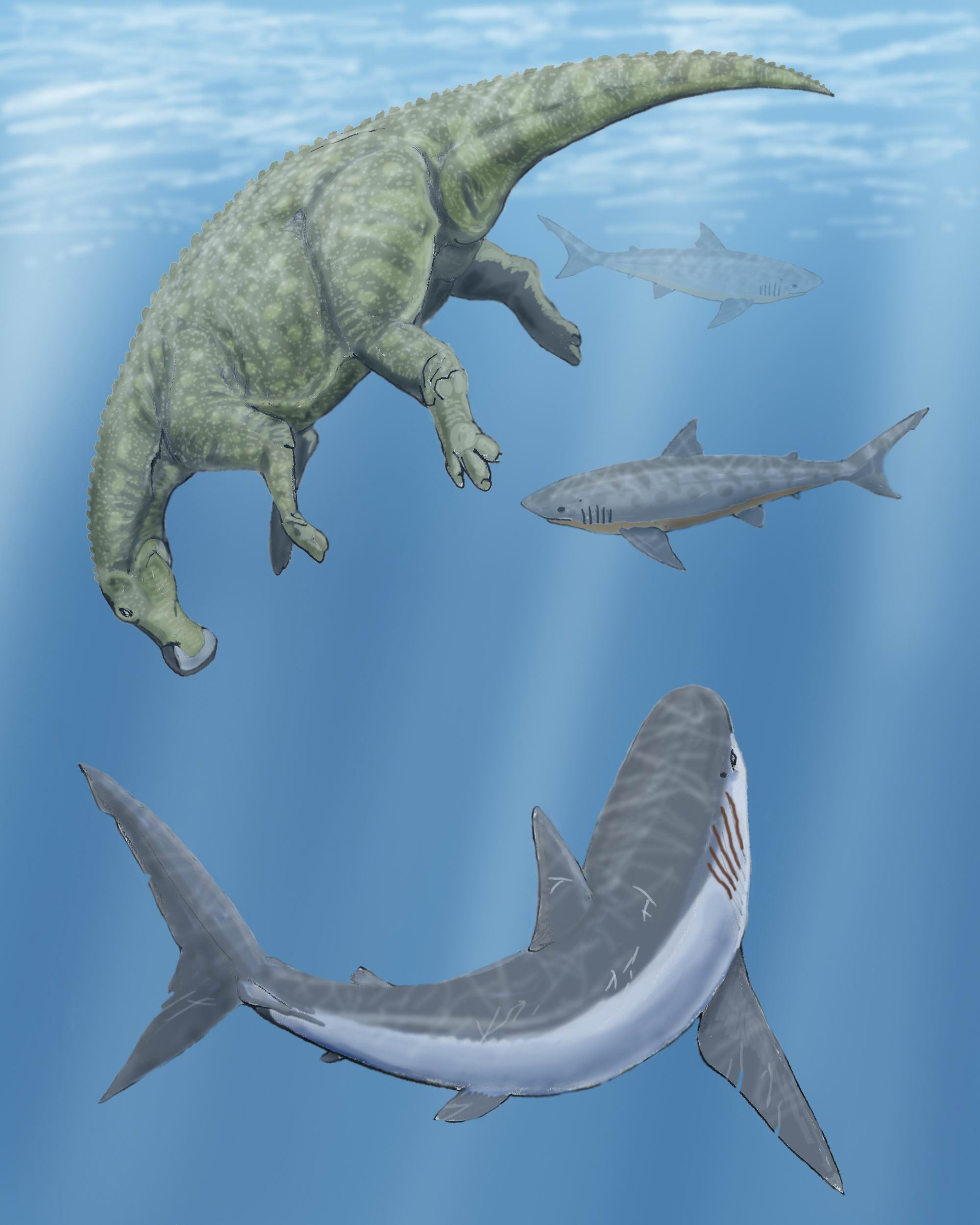
Claosaurus atacado desde abajo por un Cretoxyrhina.